# گیتار هیرو: متالیکا
گیتار هیرو: متالیکا (انگلیسی: Guitar Hero: Metallica) یک بازی ویدئویی موزیک ویدئو و ریتم است که توسط نورسافت توسعه یافته و توسط اکتیویژن در سال ۲۰۰۹ منتشر شد. این بازی در ۲۹ مارس ۲۰۰۹ در آمریکای شمالی برروی سکوهای پلی‌استیشن ۳، وی و اکس‌باکس ۳۶۰ منتشر شد و در ۱۴ آوریل همان سال برای پلی‌استیشن ۲ منتشر شد.این بازی در اروپا و استرالیا در مه ۲۰۰۹ منتشر شد.این بازی دومین در مجموعه گیتار هیرو است که برروی شغل و حرفه یک گروه موسیقی راک یا پاپ تمرکز کند.